# David Jenkins (atleta)
David Andrew Jenkins (Pointe-à-Pierre, 25 maggio 1952) è un ex velocista britannico, specializzato nei 400 metri piani e attivo negli anni settanta.

## Biografia
Di famiglia scozzese, nacque a Trinidad e Tobago e frequentò l'Accademia di Edimburgo. Dopo essere stato campione scozzese sui 100, 200 e 400 metri, fece il suo debutto internazionale ai Campionati europei del 1971 a Helsinki dove, appena diciannovenne, vinse a sorpresa la gara sui 400 m battendo in un finale serratissimo l'italiano Marcello Fiasconaro e il polacco Jan Werner, campione uscente.
L'anno seguente partecipò alle Olimpiadi di Monaco di Baviera: mancò di poco la finale individuale ma si consolò con la medaglia d'argento nella staffetta 4×400 m dietro al quartetto keniota. Alle Universiadi del 1973 vinse il bronzo nella gara individuale e l'argento nella staffetta 4x400.
Nel 1974 cercò di bissare il titolo di campione europeo sui 400 m, ma fu sconfitto dal tedesco Karl Honz. Si rifece però nella staffetta, dove condusse il quartetto britannico al successo sulla Germania Ovest correndo la quarta frazione. Nel 1975 vinse per i colori britannici sia la gara individuale che la staffetta nella finale della Coppa Europa a Nizza; in quell'anno stabilì anche il suo primato personale correndo in 44"93.
Nel 1976 a Montréal, alla sua seconda Olimpiade, giunse settimo nella finale dei 400 m, mentre non riuscì a qualificarsi per la finale con la staffetta. Nel 1978 contribuì alla vittoria della staffetta 4×100 scozzese ai Giochi del Commonwealth. Di nuovo un settimo posto per lui nei 400 m alle Olimpiadi di Mosca del 1980 con i quali chiuse, di fatto, la sua carriera agonistica.

## Condanne
Nel 1988 Jenkins è stato condannato per traffico di stereoidi, presso il tribunale distrettuale degli Stati Uniti, a San Diego, a sette anni nel campo di prigionia federale di Boron nel deserto del Mojave in California.

## Palmarès
| Anno | Manifestazione          | Sede     | Evento  | Risultato | Prestazione | Note                  |
| ---- | ----------------------- | -------- | ------- | --------- | ----------- | --------------------- |
| 1971 | Europei                 | Helsinki | 400 m   | Oro       | 45"45       | Record dei campionati |
| 1972 | Giochi olimpici         | Monaco   | 4×400 m | Argento   | 3'00"46     | Record europeo        |
| 1973 | Universiadi             | Mosca    | 400 m   | Bronzo    |             |                       |
| 1973 | Universiadi             | Mosca    | 4×400 m | Argento   |             |                       |
| 1974 | Europei                 | Roma     | 400 m   | Argento   | 45"67       |                       |
| 1974 | Europei                 | Roma     | 4×400 m | Oro       | 3'03"33     |                       |
| 1978 | Giochi del Commonwealth | Edmonton | 4×100 m | Oro       | 39"24       |                       |